# Laurence Danon

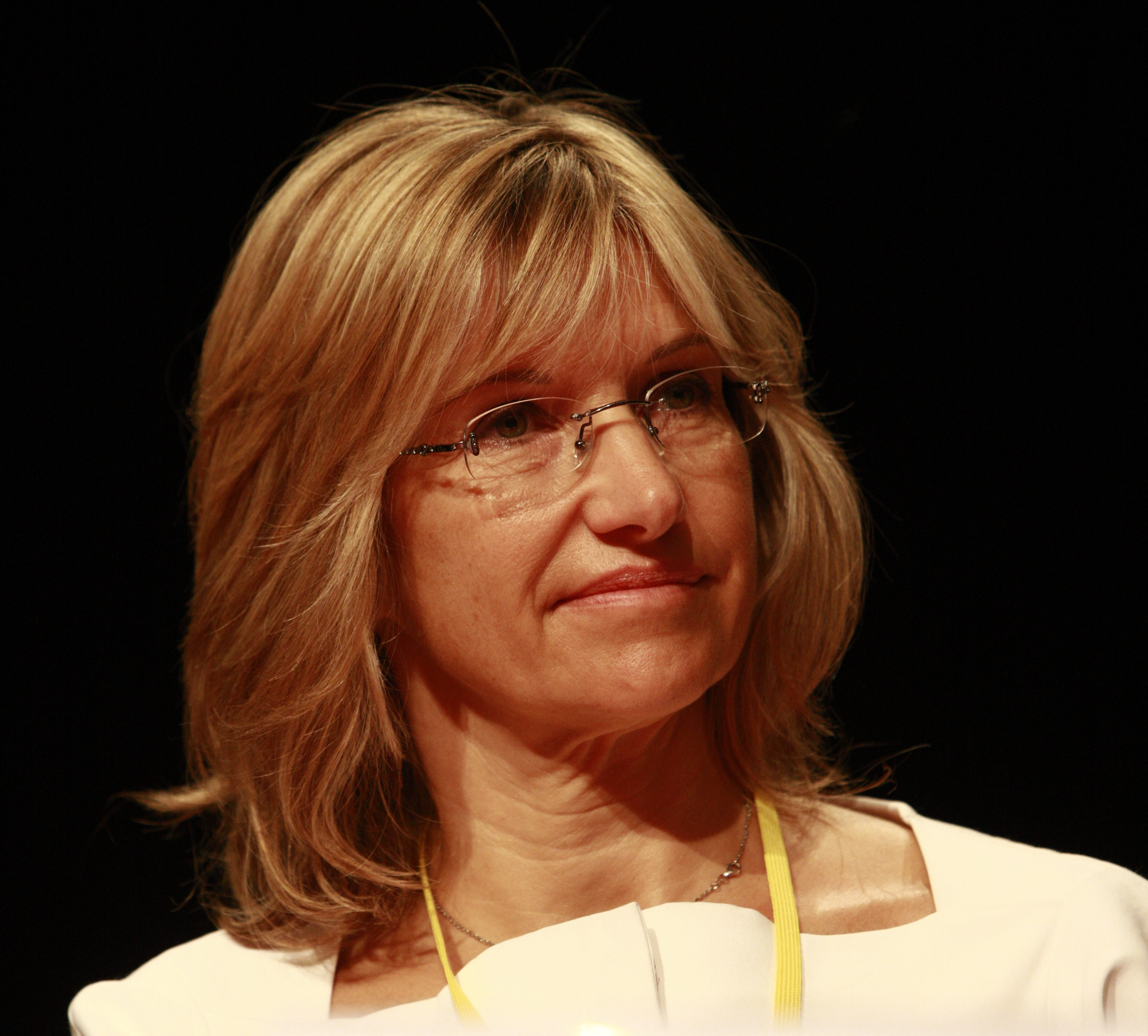
Laurence Danon

Laurence Danon Arnaud (* 6. Januar 1956 in Bordeaux) ist eine französische Unternehmerin. Sie leitet ihr Familienunternehmen Primerose SAS. Außerdem ist sie Mitglied im Verwaltungsrat von TF1, Amundi, Gecina und Groupe Bruxelles-Lambert (GBL).

## Studium
Laurence Danon Arnaud besuchte das Lycée Blaise Pascal in Orsay und anschließend das Lycée Saint Louis in Paris.
Im Jahr 1977 trat Laurence Danon Arnaud in die École normale supérieure (Paris) ein. Im Jahr 1980 erhielt sie ihren Abschluss in Physik. Nach zwei Jahren Forschungstätigkeit im CNRS kam sie 1981 an die École nationale supérieure des mines. 1984, im Alter von 28 Jahren, schloss sie ihr Studium als Ingenieurin des Corps des Mines ab.

## Karriere

### Industrieministerium
Nach ihrem Abschluss im Jahr 1984 trat Laurence Danon Arnaud in das Industrieministerium ein und leitete die Abteilung „Industrielle Entwicklung“ der Regionaldirektion für Industrie und Forschung der Picardie. Drei Jahre später wechselte sie in die Direktion Kohlenwasserstoffe des Industrieministeriums als Leiterin der Abteilung „Exploration-Produktion“.

### Elf-Total
Im Jahr 1989 trat sie in die Elf-Gruppe ein, wo sie kaufmännische Aufgaben in der Abteilung Polymere übernahm. Im Jahr 1991 wurde sie mit einer der Niederlassungen der Abteilung „Industrielle Spezialitäten“ betraut. Im Jahr 1994 wurde sie zur Direktorin der weltweiten Abteilung für Funktionspolymere ernannt.
Von 1996 bis 2001 war sie Geschäftsführerin von Ato-Findley Adhesives, das (nach der Fusion mit Total im Jahr 1999) zu Bostik wurde. Bostik wurde im Jahr 2000 zur weltweiten Nummer 2 unter den Klebstoffherstellern.

### Modebranche
Im Jahr 2001 verließ Laurence Danon Arnaud die Welt der Chemie und der Industrie und wechselte in die Branchen Mode und Einzelhandel. Als Präsidentin und CEO von Printemps und Mitglied des Vorstands von PPR leitete sie erfolgreich die Neupositionierung des Unternehmens in Richtung Mode und High-End-Produkte. Nach dem erfolgreichen Verkauf von Printemps im Oktober 2006 verließ sie 2007 ihre Position. Ihre Leistung wurde 2006 mit dem Wirtschaftspreis „Femmes en or“ ausgezeichnet.

### Finanzbranche
Laurence Danon Arnaud kam 2007 als Vorstandsmitglied von Edmond de Rothschild Corporate Finance zur Edmond de Rothschild Gruppe und wurde 2009 deren Präsidentin. In nur wenigen Jahren hat sie dieser Tätigkeit einen hohen Stellenwert in der M&A-Beratung für mittelständische Unternehmen und Familienunternehmen verliehen, dank der Veräußerung von Unternehmen wie Delachaux, TSO, Daum, Sandro-Maje, Gérard Darel, Zadig et Voltaire und Sonia Rykiel.
Anfang 2013 wechselte sie zu Leonardo & Co. SAS, der französischen Tochtergesellschaft der italienischen Investmentbank Banca Leonardo, die mit 30 Transaktionen pro Jahr zu den führenden Anbietern von M&A-Beratungsleistungen in Frankreich gehört. Sie war dort Verwaltungsratsvorsitzende.
Nach dem Verkauf von Leonardo & Co. SAS zu NATIXIS im Jahr 2015, trat Laurence Danon Arnaud in das Familienunternehmen Primerose SAS ein.

## Ehrungen
- 1998: Ritter des französischen Ordens Odre national du Mérite[2]
- 2003: Ritter der Ehrenlegion Legion d’honneur[3]
- 2008: Offizier des Odre national du Mérite[2]
- 2013: Offizier der Legion d’honneur[3]
- 2014: Mitglied der Académie des technologies[4]